# Initiative D21
Die Initiative D21 e. V. (D21) ist, laut Eigendarstellung, Deutschlands größtes gemeinnütziges Netzwerk für die Digitale Gesellschaft, bestehend aus Wirtschaft, Politik, Wissenschaft und Zivilgesellschaft. Die Initiative wurde 1999 auf der Grundlage einer Idee von Alfons Rissberger unter Federführung des damaligen IBM-Deutschland-Chefs Erwin Staudt mit Unterstützung des damaligen Bundeskanzlers Gerhard Schröder gegründet und umfasst ein branchenübergreifendes Netzwerk von 140 Mitgliedsunternehmen und -institutionen sowie politischen Partnern aus Bund, Ländern und Kommunen. Der Verein ist als gemeinnützig anerkannt und hat seinen Sitz in Berlin.
In der Satzung unter §2 erklärter Zweck ist die Weckung und Förderung des Interesses und der Bereitschaft für den Wandel zur Informations- und Wissensgesellschaft in Politik, Wirtschaft, öffentlichen Einrichtungen sowie in der Allgemeinheit. In der Beitragsordnung vom 4. Juli 2017 ist ein jährlicher Mitgliedsbeitrag von 8.500 € vorgesehen. Fördermitglieder haben je nach Größe und Rechtsform zwischen 650 € (öffentlich-rechtliche und gemeinnützige Einrichtungen) und 4.250 € (Unternehmen mit mehr als 250 Mitarbeitern) jährlich zu entrichten. Die Geschäftsstelle in Berlin besteht aus 15 Mitarbeitern.
Im Lobbyregister weist D21 im Geschäftsjahr 2023 Aufwendungen im Bereich Interessensvertretung in Höhe von ca. 240.000 € aus. Die Mitgliedsbeiträge belaufen sich auf ca. 630.000 € und Zuwendungen der öffentlichen Hand von vier Bundesministerien in Höhe von insgesamt ca. 150.000 €.

## Themen und Tätigkeitsbereiche
In drei Themenfeldern soll analysiert werden, was die digitale Gesellschaft braucht und was sie stärkt:
- Digitale Selbstbestimmtheit, um die Herausforderungen der Digitalisierung chancenorientiert nutzen zu können (Digitalisierungsgrad[7], Digital Gender Gap[8], Datensouveränität[9], Digitale Ethik[10], Algorithmen-Monitoring[11][12])
- Digitale Lebenswelt, um den unterschiedlichen Ansprüchen in der digitalen Gesellschaft gerecht zu werden (Bildung[13], Schulwelt[14], Arbeitswelt[15], Corporate Digital Responsibility[16], Gesellschaftliches Engagement[17])
- Digitaler Standort, durch flächendeckende Infrastrukturen und Regelungen Entwicklungspotentiale fördern (Internetnutzung[18], Breitbandförderung[19], Digitale Verwaltung[20], Innovativer Staat[21], Datendemokratie[22], Verbraucherschutz[23])

### Studien
Jährlich publiziert die Initiative D21 den D21-Digital-Index, der die Anpassungs- und Zukunftsfähigkeit der Digitalen Gesellschaft misst – ihren Zugang, ihre Kompetenz, ihre Offenheit sowie ihre Nutzungsvielfalt bezogen auf digitale Medien und das Internet. Er gibt Auskunft darüber, inwiefern die Digitalisierung verschiedene Lebensbereiche durchdrungen hat und wie gut die Bürger in der Lage sind, mit den Anforderungen des digitalen Wandels umzugehen. Die Studie ist eine Weiterentwicklung des (N)ONLINER Atlas (2001–2014) und mit rund 33.500 Befragten die umfangreichste und aussagekräftigste Studie zum Internetnutzungsverhalten der Deutschen. Der Index ermöglicht es, die Auswirkungen von Innovationen und Ereignissen für Wirtschaft und Gesellschaft detailliert, nachhaltig und im Zeitverlauf aufzuzeigen.
Außerdem publiziert die Initiative D21 jährlich den eGovernment MONITOR, der zeigt, ob die digitale Transformation der Verwaltung bei den Bürgern in Deutschland, Österreich und der Schweiz ankommt und Erfolge erzielt. Die Studie erscheint in Kooperation mit der Technischen Universität München.
Zudem erscheinen regelmäßig zahlreiche Sonderstudien wie „Digital Skills Gap“, „Digitales Leben“ oder „21st Century Schools“.

### Projekte und Arbeitsgruppen
Die Initiative D21 richtet seit 2001 die Auftaktveranstaltung des Girls’Days im Bundeskanzleramt aus. Weiterhin organisierten sich im Gütesiegelboard der Initiative D21 in der Vergangenheit Anbieter von Gütesiegeln für Datenschutz, Datensicherheit und Verbraucherschutz im Internet. Darüber hinaus thematisiert die Initiative D21 auf ihren Fachkongressen Schwerpunktthemen wie zum Beispiel 2022 Digitalisierung und Nachhaltigkeit oder 2023 Resilienz im digitalen Wandel.
2020 gehörte die Initiative D21 zu den Initiatoren des weltgrößten Hackathons #WirVsVirus der Bundesregierung für Projekte gegen die Auswirkungen der COVID-19-Pandemie.

## Organisation
Die Initiative D21 ist ein gemeinnütziger Verein, in dem sich rund 400 Personen ehrenamtlich in Projektgruppen engagieren. Über 100 Unternehmen und Institutionen unterstützen den Verein als zahlende Voll- und Fördermitglieder. Die Bundesländer sind in den Arbeitsgruppen der Initiative vertreten.

Mitgliederstruktur

Initiative D21 wählte ihren Vorstand erstmals 2003 online. Seitdem fanden viele weitere Online-Wahlen statt. Das Präsidium setzt sich wie folgt zusammen.
- Marc Reinhardt (Präsident), Capgemini
- Valentina Daiber (Vizepräsidentin), Telefónica
- Christiane Fritsch (Vizepräsidentin), ING
- Barbara Schwarze (Schatzmeisterin), Kompetenzzentrum Technik-Diversity-Chancengleichheit
- Dr. Irina Eckardt (Schriftführerin), PwC Strategy&
- Thomas Langkabel, Microsoft Deutschland
- Timm Lutter, Cornelsen

Die Geschäfte führt seit 2014 Lena-Sophie Müller. Sie ist seit 2019 mit dem SPD-Politiker Lars Klingbeil verheiratet.

## Wirkung und mediale Resonanz
Im Jahr 2001 gab es Kritik mehrerer Unternehmen an der D21-Initiative als „Marketingshow“ und „Selbstbeweihräucherung“.
Mediale Wahrnehmung von D21 gibt es häufig bspw. anlässlich von Preisverleihungen oder Berichten. Lobbypedia weist auf das Engagement von Microsoft und seine Interessenswahrnehmung über das Engagement auch bei D21 hin.